# The Flirt (film 1913 Humphrey)
The Flirt è un cortometraggio muto del 1913 diretto e interpretato da William Humphrey.

## Produzione
Il film fu prodotto dalla Vitagraph Company of America.

## Distribuzione
Distribuito dalla General Film Company, il film - un cortometraggio in una bobina - uscì nelle sale cinematografiche statunitensi il 13 agosto 1913.